# 갈라유자와역 스키장

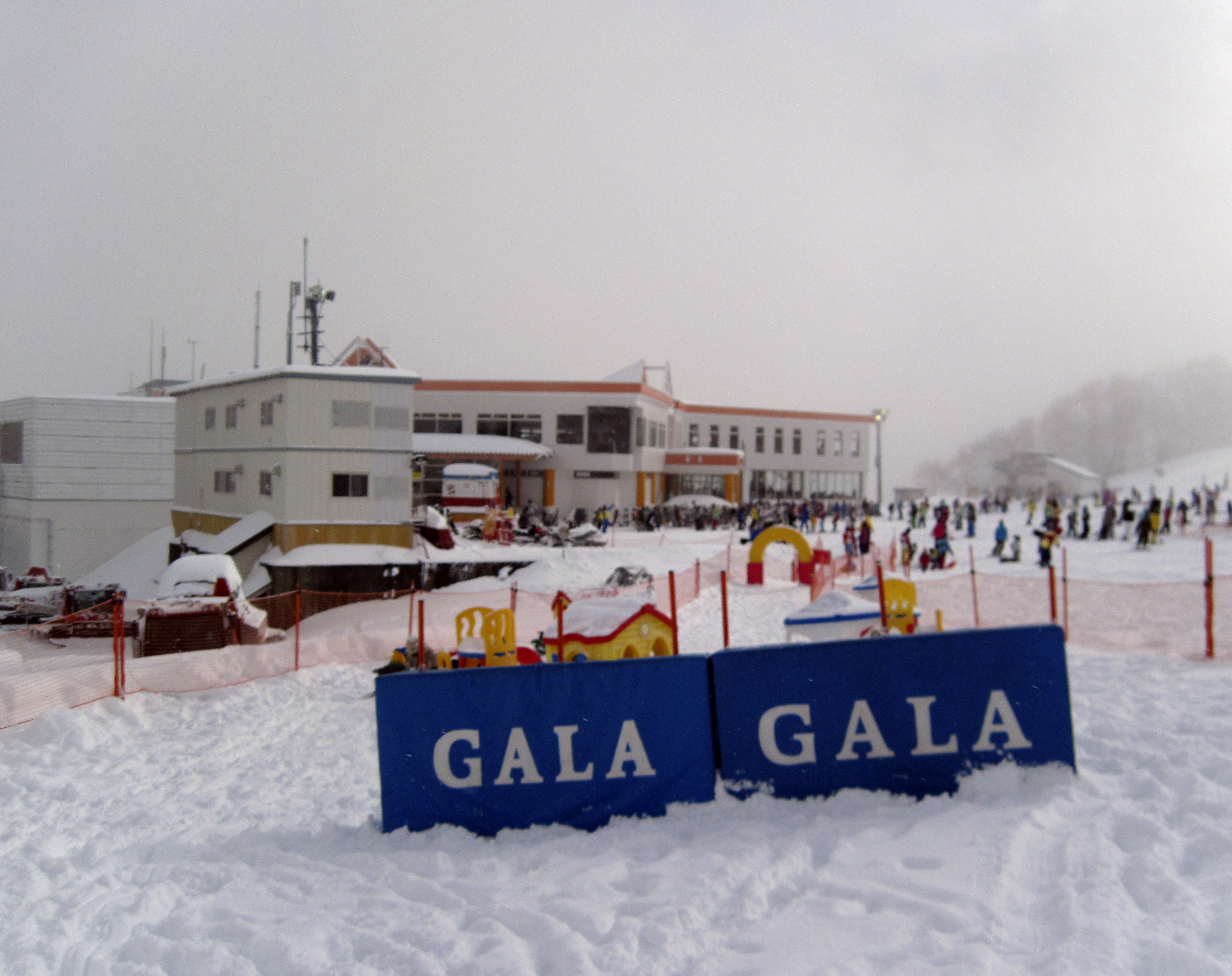
갈라유자와역 스키장

갈라유자와역 스키장(ガーラ湯沢スキー場)은 니가타현 미나미우오누마군 유자와정에 위치해, 동일본 여객 철도(JR 동일본)의 그룹 회사인 주식회사 가라 유자와가 운영하는 스키장이다. GALA 유자와 스키장으로 표기되는 경우도 있다.